# Timmels Joch
Timmels Joch er et højt bjergpas i Østrig beliggende i 2.474 meters højde i Ötztal Alperne. Den italienske benævnelse er Passo del Rombo. Passet ligger på grænsen mellem Østrig og Italien.
Timmels Joch forbinder Ötztal-dalen i den østrigske delstat Tyrol med Passeier-dalen i den italienske provins Sydtyrol. Passet kaldes undertiden den hemmelige passage, fordi passet benyttes ganske lidt i forhold til det meget lettere og lavere beliggende Brennerpasset øst for Timmelspasset. Bjergvejen over passet er lukket i vinterhalvåret. Vejen er typisk farbar fra først i juni til slutningen af oktober.

## Galleri
- Sydtyrol i Italien
- Tunnel på pasvejen
- Timmels Joch set fra nord. Italien til venstre, Østrig til højre og Ötztal bjergene i baggrunden
- Indkørsel til tunnel på den Italienske side
- Østrigske side
- Italienske side
- 8. juni 2014

## Opførelsen af vejen
Første planer om en vej over passet eksisterede allerede i det 19. århundrede. Den 17. juli 1959 blev vejen op til passet anlagt. Det varede dog yderligere ni år, før forbindelsen med Sydtyrol blev åbnet for offentlig biltrafik.
Der var på den italienske side en afbrudt militærvej på den stejle sydlige opkørsel. Mussolini havde bygget denne i 1930'erne i tilfælde af en invasion af Tyrol. I lyset af Hitler-Mussolini-aftalen blev arbejdet stoppet i 1939 - angiveligt den dag de to diktatorer mødtes på Brenner-passet.
Den 15. september 1968 blev pasvejen åbnet for gennemgående trafik. Denne geografiske fusion udgjorde en milepæl for både turisme og økonomien i dalsamfundene i Passeiertal og Ötztal.

## Område
Pasvejen går forbi byer som Sôlden, Obergurl og Hochgurl på den østrigske side.